# Jean Alix Verrier
Jean Alix Verrier (* 9. März 1931 in Latiboliere; † 11. Oktober 2024 in Port-au-Prince) war ein haitianischer römisch-katholischer Geistlicher und Bischof von Les Cayes.

## Leben
Jean Alix Verrier empfing am 13. Juli 1958 die Priesterweihe.
Papst Johannes Paul II. ernannte ihn am 21. Dezember 1985 zum Koadjutorbischof von Les Cayes. Der Apostolische Nuntius in Haiti, Erzbischof Paolo Romeo, spendete ihm am 9. März des folgenden Jahres die Bischofsweihe; Mitkonsekratoren waren Jean-Jacques Claudius Angénor, Bischof von Les Cayes, und Willy Romélus, Bischof von Jérémie.
Mit dem Rücktritt Jean-Jacques Claudius Angénors am 9. April 1988 folgte er ihm als Bischof von Les Cayes nach. Am 9. März 2009 nahm Papst Benedikt XVI. seinen altersbedingten Rücktritt an.

## Einzelnachweis
1. ↑  Haïti : Décès de Monseigneur Jean Alix Verrier. In: alterpresse.org. 11. Oktober 2024, abgerufen am 11. Oktober 2024 (französisch).

| Vorgänger                     | Amt                             | Nachfolger    |
| ----------------------------- | ------------------------------- | ------------- |
| Jean-Jacques Claudius Angénor | Bischof von Les Cayes 1988–2009 | Guire Poulard |

| Personendaten    | Personendaten                                                         |
| ---------------- | --------------------------------------------------------------------- |
| NAME             | Verrier, Jean Alix                                                    |
| KURZBESCHREIBUNG | haitianischer römisch-katholischer Geistlicher, Bischof von Les Cayes |
| GEBURTSDATUM     | 9. März 1931                                                          |
| GEBURTSORT       | Latiboliere                                                           |
| STERBEDATUM      | 11. Oktober 2024                                                      |
| STERBEORT        | Port-au-Prince                                                        |